# Fabián Henríquez
Fabián Gastón Henríquez (Mendoza, 8 giugno 1995) è un calciatore argentino, centrocampista del Colón (SF).

## Caratteristiche tecniche
È un mediano.

## Carriera
Cresciuto nelle giovanili del Godoy Cruz, ha esordito il 26 settembre 2015 in occasione del match perso 1-0 contro l'Olimpo.

## Statistiche

### Presenze e reti nei club
Statistiche aggiornate al 13 marzo 2018.
| Stagione        | Squadra         | Campionato      | Campionato | Campionato | Coppe nazionali | Coppe nazionali | Coppe nazionali | Coppe continentali | Coppe continentali | Coppe continentali | Altre coppe | Altre coppe | Altre coppe | Totale | Totale | Totale |
| Stagione        | Squadra         | Comp            | Pres       | Reti       | Comp            | Pres            | Reti            | Comp               | Pres               | Reti               | Comp        | Pres        | Reti        | Pres   | Reti   |        |
| --------------- | --------------- | --------------- | ---------- | ---------- | --------------- | --------------- | --------------- | ------------------ | ------------------ | ------------------ | ----------- | ----------- | ----------- | ------ | ------ | ------ |
| 2015            | Godoy Cruz      | PD              | 1          | 0          | CA              | 0               | 0               |                    | -                  | -                  |             | -           | -           | 1      | 0      |        |
| 2016            | Godoy Cruz      | PD              | 2          | 0          | CA              | 3               | 1               |                    | -                  | -                  |             | -           | -           | 5      | 1      |        |
| 2016-2017       | Godoy Cruz      | PD              | 17         | 0          | CA              | 3               | 0               | CL                 | 6                  | 0                  |             | -           | -           | 26     | 0      |        |
| 2017-2018       | Godoy Cruz      | PD              | 7          | 0          | CA              | 0               | 0               |                    | -                  | -                  |             | -           | -           | 7      | 0      |        |
| Totale carriera | Totale carriera | Totale carriera | 27         | 0          |                 | 6               | 1               |                    | 6                  | 0                  |             | -           | -           | 39     | 1      |        |